# RedTube
RedTube（レッドチューブ）は、アメリカの動画共有サービス。Pornhub、YouPornと共に、MindGeek（現・Aylo）が所有している。